# Молодёжненское сельское поселение
Молодёжненское се́льское поселе́ние (укр. Молодіжненське сільське поселення, крымскотат. Молодёжное кой юрту) — муниципальное образование в составе Симферопольского района Республики Крым России.

## География
Поселение расположено в центре района, в лесостепной зоне предгорного Крыма, в среднем течении реки Салгир. Граничит на севере с Первомайским, на западе — с Укромновским, на востоке — с Урожайновским сельскими поселениями, на юге и юго-западе — с землями городского округа Симферополь.
Площадь территории составляет 42,05 км².
Транспортное сообщение осуществляется по региональным автодорогам 35А-002 «Граница Херсонской области — Симферополь — Алушта — Ялта» и 35Н-195 от шоссе Граница с Украиной — Симферополь до Урожайного (по украинской классификации — международная автодорога М-18 и областная С-0-11356) и через железнодорожную платформу 1457 км.

## Население
| 2001  | 2014    | 2015  | 2016  | 2017  | 2018  | 2019  |
| ----- | ------- | ----- | ----- | ----- | ----- | ----- |
| 7361  | ↗8612   | ↗8643 | ↗8762 | ↗8838 | ↗8985 | ↘8970 |
| 2020  | 2021    |       |       |       |       |       |
| ↗9003 | ↗10 452 |       |       |       |       |       |

## Состав
В состав поселения входят 1 посёлок городского типа и 1 село:
| № | Населённый пункт | Тип населённого пункта | Население на 2014 год |
| - | ---------------- | ---------------------- | --------------------- |
| 1 | Молодёжное       | пгт, центр             | ↗9387                 |
| 2 | Солнечное        | село                   | ↗1065                 |

## История
Решением Крымского областного Совета депутатов трудящихся от 7 февраля 1972 года № 69 был образован Молодёжненский поселковый совет путём выделения из Мирновского сельсовета и села Солнечное Урожайновского сельсовета. С 21 марта 2014 года в составе Крыма аннексировано Россией.
Законом «Об установлении границ муниципальных образований и статусе муниципальных образований в Республике Крым» от 4 июня 2014 года территория административной единицы была объявлена муниципальным образованием со статусом сельского поселения.